# Chấn thương do súng đạn
Chấn thương do súng đạn (tiếng Anh: gunshot wound-GSW), còn được gọi là chấn thương do đạn bắn, là một dạng chấn thương thể chất xuất phát từ việc sử dụng vũ khí hoặc đạn dược. Các hình thức phổ biến nhất của chấn thương do súng đạn xuất phát từ vũ khí được sử dụng trong các cuộc xung đột vũ trang, thể thao dân sự, săn thú giải trí và hoạt động tội phạm. Mức độ chấn thương phụ thuộc vào loại súng, loại đạn, vận tốc, điểm đạn vào và quỹ đạo đạn. Quản lý chấn thương có thể dao động từ việc quan sát và chăm sóc vết thương cục bộ đến việc can thiệp phẫu thuật khẩn cấp.

## Dấu hiệu và triệu chứng
Chấn thương từ một vết thương do đạn bắn thay đổi rất lớn dựa trên viên đạn, vận tốc, điểm vào, quỹ đạo đạn và vùng giải phẫu bị ảnh hưởng. Các vết thương do đạn bắn có thể có khả năng đặc biệt tàn phá so với các chấn thương thâm nhập khác vì quỹ đạo và việc phân mảnh đạn có thể không thể dự đoán được sau khi xâm nhập. Ngoài ra, các vết thương do đạn bắn thường liên quan đến sự phá vỡ và phá hủy mô gần đó do các tác động vật lý của đạn tương quan với phân loại vận tốc viên đạn.
Tác động gây tổn hại ngay lập tức của vết thương do đạn bắn thường là chảy máu nghiêm trọng, và với khả năng gây sốc tuần hoàn, một tình trạng đặc trưng bởi việc cung cấp oxy không đầy đủ cho các cơ quan quan trọng. Trong trường hợp sốc này, việc không thể cung cấp oxy đầy đủ là do mất máu, vì máu là phương tiện cung cấp oxy cho các bộ phận cấu thành của cơ thể. Các hiệu ứng tàn phá có thể xảy ra khi một viên đạn tấn công một cơ quan quan trọng như tim, phổi hoặc gan, hoặc làm hư hại một thành phần của hệ thống thần kinh trung ương như tủy sống hoặc não.
Nguyên nhân gây tử vong sau chấn thương do súng đạn bao gồm chảy máu, thiếu oxy máu do tràn khí màng phổi, chấn thương nghiêm trọng đến tim và mạch máu lớn, và tổn thương não hoặc hệ thần kinh trung ương. Các vết thương do súng không gây tử vong thường có các ảnh hưởng nghiêm trọng và kéo dài, thường là một dạng biến dạng lớn và/hoặc tình trạng khuyết tật vĩnh viễn.